# 昔蘭尼學派

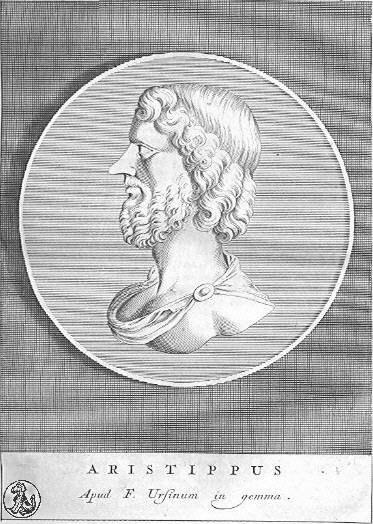
昔蘭尼學說

昔蘭尼學派（英語：Cyrenaics或Kyrenaics）（Kyrēnaïkoí ）是一個感性享乐主义的希腊哲学主張，成立于公元前 4世纪，该学說许多原理被认为是由他的同名孙子小阿里斯提普斯正式化，但是由昔蘭尼的阿瑞斯提普斯创立的，因此被稱為昔兰尼。而昔蘭尼這個地方也是阿里斯提波的发源地。这是苏格拉底最早的學說之一。昔蘭尼學派提出，唯一内在的好处就是快乐，这不仅意味着没有痛苦，而且还具有积极愉悦的感觉。其中短暂的愉悦，尤其是身体的愉悦，比预期或记忆的愉悦要强。但是他们确实意识到了社会义务的价值，并且可以从利他主義的行为中获得乐趣。这學說在一个世纪之内消失了，并被伊壁鸠鲁主义所取代。

## 學說的历史
昔蘭尼學說的历史始于昔蘭尼的阿瑞斯提普斯，他出生于公元前435年左右。他年轻时来到雅典，成为苏格拉底的学生。据说他在大狄奥尼西奥斯宫廷住了一段时间，但我们对他仍然知之甚少。 
确切地说，阿里斯提普斯主張的學說未能確定是建基於昔蘭尼学派的學說。而第欧根尼·拉尔修的學說則以索蒂翁和帕奈提奧斯為權威，他們提供了一連串由阿里斯提斯撰寫的經典。但是，第欧根尼·拉尔修也寫到，蘇格拉底曾说过阿里斯提普斯並沒有写任何东西。 阿里斯提普斯的学生中有他的女儿昔蘭尼的阿瑞忒，但是他将自己的學說传授给了自己的儿子小阿里斯提普斯 。根据阿里斯托克勒的说法，他将祖父的教導变成了一套完整的系统。因此可以说，昔蘭尼學派的基础是由老阿里斯蒂普斯提出的思想。  
阿里斯提普斯渡過青年期後，学說分裂成不同的派别，代表為安尼斯里斯，赫格西亞斯和特奥多鲁斯，惟他們都發展成為與昔蘭尼學派競爭的學說，當中许多學說是對應伊壁鳩魯的享乐主义 。到公元前三世纪中叶，昔蘭尼學派正式過時。伊壁鸠鲁主义通过提供更先进的學說成功击败了其餘的竞争对手。

## 哲学思想
昔蘭尼學派是享乐主义者 ，他们认为快乐是生活中至高无上，尤其是身体上的快乐，他们认为这种快乐比精神上的快乐更加强烈和令人向往。快乐是生活中唯一的美好，痛苦是唯一的邪恶。苏格拉底认为美德是人類唯一的善，但他也有限度接受了功利主義，使享乐成为道德行为的次要目标。阿里斯蒂普斯和他的追随者抓住了这一点，使享乐成为人生唯一的最终目标，否认美德具有任何内在价值。 

### 知识论
昔蘭尼學派以哲學懷疑論而闻名。他们把逻辑简化为关于真理标准的基本学说。他们认为我们可以了解即时的感官体验（例如，我现在有一种甜蜜的感觉），但这些感觉導致我們對物体的性质一无所知（例如，蜂蜜很甜），他们还否认我们可以了解他人的经历。而且他們認為所有知识都是一个人自己的直接感觉，这些感觉是纯粹的主观感觉，不論是痛苦，冷漠還是令人愉悦。這些都是根據事情屬劇烈、平靜還是溫和。此外，它们完全是个人的，决不能客观地描述世界。 因此，感觉是知识和行为的唯一标准，故此每个人的唯一目标应该是快乐。 

### 伦理
昔蘭尼主义者为所有人带来了一个普遍的目标，那就是快乐。此外，所有感觉都是同樣和短暂。由此可见，过去和未来的快乐对我们来说并没有真實存在，而现在的快乐則没有种类上的区别。至於苏格拉底谈到了理智的更高乐趣，昔蘭尼學派否认了这种区分，并強調身体上的乐趣是更简单，更强烈，更可取的。短暂的愉悦，特別是身体愉悦，是对人类唯一的好处。 
但是，一些立即带来愉悦的行為也會帶來痛苦。因此聪明的人应该控制快乐，而不是濫用快樂，否则会导致痛苦，这需要判断来评估生活中的各种快乐。应当对法律和习俗予以关注，因为即使这些东西本身没有内在价值，违反它们也会导致他人施加不愉快的惩罚。同样，友谊和正义因其提供的乐趣而很有用。因此，昔蘭尼學派相信社会义务和利他的行为有享乐主义价值。像许多现代功利主义者一樣，他们结合了对普遍的是非判断的心理不信任，并坚信所有这些区别都是基于法律和惯例，这是坚定不移的原则，而明智的人應該追求享乐。从逻辑上讲，必须放弃通常被认为是错误或不公正的事物。这个想法在杰里米·边沁（杰里米·边沁、沃尔尼甚至威廉·佩利的學說中占据着重要的位置，這些显然对昔蘭尼學派至关重要。

### 后来的昔蘭尼學派
后来的昔蘭尼學派在安尼斯里斯，赫格西亞斯和特奥多鲁斯之下都出現了變化。对于安尼斯里斯来说，快乐是通过个人的满足行为来实现的，这些行为是为了寻求满足而产生的。但是安尼斯里斯十分重视家庭，国家，友谊和感激之情，即使這些事情要求牺牲时也能提供快乐。赫格西亞斯认为，幸福是不可能实现的。因此，人生的目标就变成了避免痛苦和悲伤。假如對财富，贫穷，自由和奴役之类的传统价值观都冷漠，所产生的快乐莫过于痛苦。赫格西亞斯而言，昔蘭尼學派只是应对生活痛苦的最不合理的策略。对于无神论者西奥多罗斯而言，生活的目标是精神愉悦而不是身体愉悦， 并且他更加强调节制和正义的必要性。他还以无神论者而闻名。事實上，这些哲学家都在努力对伊壁鳩魯學派提出挑战 ，而伊壁鳩魯的成功在于建立了一套哲学体系，並且该体系相比他們更全面，更复杂。  
昔蘭尼學派在赫格西亞斯的時期曾以懷疑論、伊壁鳩魯主義以及跟佛教相似的方式發展。 实际上，它与佛教的教義有着惊人的相似之处，特别是「四聖諦」和「苦」的概念。因此，赫格西亞斯有可能曾受到了佛教教义的直接影响。

## 參看
- 懷疑論
- 佛教
- 伊壁鳩魯
- 四聖諦
- 享樂主義